# シリル・デセルス
シリル・デセルス（Cyriel Dessers、1994年12月8日 - ）は、ベルギー・トンゲレン出身のサッカー選手。スコティッシュ・プレミアシップ・レンジャーズ所属。ナイジェリア代表。ポジションはFW。

## クラブ経歴
OHルーヴェンで育成され、2013-14シーズンにトップチームに昇格した。2014年3月16日、RAECモンス戦でトップチームデビュー。
2014年4月、スポルティング・ロケレンと4年契約を結んだ。
2016年7月、NACブレダに移籍した。2016-17シーズン、エールステ・ディヴィジで22得点を挙げ、クラブのエールディヴィジ昇格に大きく貢献した。
2017年7月1日、FCユトレヒトに3年契約で移籍した。
2019年7月8日、ヘラクレス・アルメロと3年契約を締結した。11月9日のVVVフェンロー戦ではハットトリックを達成し、2月23日のアヤックス戦では1-0での勝利を飾る決勝点を決めた。最終的にこの2019-20シーズンはリーグ戦で15得点をあげ、エールディヴィジ得点王に輝いた。
2020年7月2日、KRCヘンクと4年契約を交わした。
2021年8月31日、フェイエノールトにシーズン終了までのレンタル移籍で加入。
2022年8月10日、USクレモネーゼに移籍した。
2023年7月6日、4年契約でレンジャーズFCに移籍した。

## タイトル

### クラブ
ヘンク
- ベルギーカップ: 2020-21

レンジャーズ
- スコティッシュリーグカップ: 2023-24

### 個人
- エールディヴィジ得点王: 2019-20
- エールディヴィジ月間最優秀選手: 2019年11月
- UEFAヨーロッパカンファレンスリーグ得点王: 2021-22
- スコティッシュ・プレミアシップ得点王: 2024-25